# Paola Mautino
Paola Mautino Ruíz (née le 1er juin 1990) est une athlète péruvienne, spécialiste du saut en longueur.
Son meilleur saut régulier est de 6,48 m, record national, obtenu à Lima le 13 juin 2015 lors du concours où elle devient championne d'Amérique du Sud.
Elle améliore son record, également record national, en 6,66 m à Cochabamba (BOL), le 6 juin 2018, pour remporter les Jeux sud-américains.  